# Henry Horner
Pour les articles homonymes, voir Horner.
Henry Levy, dit Henry Horner, né le 30 novembre 1879 à Chicago et mort le 6 octobre 1940 à Highland Park, est un homme politique américain membre du Parti démocrate, ancien gouverneur de l'Illinois.

## Biographie
Horner est né à Chicago sous le nom d'Henry Levy de l'union de Solomon Abraham Levy et de Dilah Horner. En 1883, après le divorce de ses parents, il porte le surnom d'Horner. Il étudie à l'université de Chicago. Il est avocat et exerce comme juge successoral de 1915 à 1931. 
En 1932, Horner est élu gouverneur dans une période de crise économique marqué par la Grande Dépression. En raison de la crise fiscale à laquelle faisait face l'Illinois lors de son premier mandat, il est forcé de demander à l'Assemblée générale la création d'une nouvelle taxe ; il promulgue en 1933 la première taxe permanente sur la vente avec un taux de 2 % ; en 1935, il porte cet impôt à 3 %.
Son administration est distinguée pour son intégrité et son conservatisme fiscal et sa volonté d'assurer le bon fonctionnement des institutions de l'État. 
Horner est réélu gouverneur en novembre 1936. Il soutient la candidature de Scott Lucas pour le Sénat des États-Unis en 1938, qui bat le sénateur sortant William Dieterich, qui s'était montré antisémite et quelque peu favorable aux autorités allemandes nazies.
La santé du gouverneur vacille jusqu'à un effondrement à l'été 1940. Il se rend alors à Winnetka et Highland Park de juin 1940 jusqu'à sa mort en octobre. Son lieutenant-gouverneur John Stelle lui succède alors au poste de gouverneur, bien qu'il ait été l'un de ses plus grands adversaires politiques.

## Décès et honneurs
Horner est enterré au Mount Mayriv Cemetery, un cimetière juif de Chicago. Un centre de loisirs juif porte son nom à Ingleside (Illinois) (en).
Horner a par ailleurs recueilli des souvenirs d'Abraham Lincoln avant de les léguer aux habitants de l'Illinois. La collection Horner est désormais conservée et partiellement exposée dans l'Abraham Lincoln Presidential Library and Museum de Springfield.
Le park Honer (Horner Park), situé à Chicago, est un parc de 220 000 m2 bordé par l'avenue Montrose au nord, l'Irving Park Road au sud, la California Avenue à l'ouest, et à la branche nord de la Chicago River à l'est. Le mémorial du gouverneur Horner (Governor Horner State Memorial) est situé dans le parc.
Un lotissement social fut par ailleurs construit entre 1957 et 1959 aux intersections de Damen Avenue et de Lake Street, à Chicago, et nommé en son honneur. Les bâtiments, dits Henry Horner Homes, furent démolis entre 2001 et 2008 pour cause de vétusté.

## Source
- (en) Cet article est partiellement ou en totalité issu de l’article de Wikipédia en anglais intitulé « Henry Horner » (voir la liste des auteurs).